# Солодовников, Сергей Юрьевич
Солодовников, Сергей Юрьевич (род. 16 ноября 1960, Пермь) — учёный — экономист, политэконом, доктор экономических наук (2005), профессор (2015). Заведующий кафедрой «Экономика и право» Белорусского национального технического университета.

## Биография
В 1983 г. окончил Белорусский государственный университет по специальности «Политическая экономия». Более 25 лет работал в Институте экономики Национальной академии наук Беларуси (с перерывами).
В 2005 г. присуждена степень доктора экономических наук.
С 2012 г. заведует кафедрой «Экономика и право» БНТУ
В 2015 г. присвоено звание профессора.
Входит в состав редакционных коллегий и советов ряда научных изданий в Республике Беларусь и Российской Федерации: Санкт-Петербургский научный вестник, Ученые записки Крымского федерального университета имени В. И. Вернадского. Экономика и управление, Экономика и банки, Проблемы экономики и юридической практики и др.
Является главным редактором сборника научных статей «Экономическая наука сегодня».
Под руководством С. Ю. Солодовникова в БНТУ открыто новое направление специальности «Экономика и организация производства» — экономическая безопасность промышленного предприятия.

## Область научных интересов
В область научных интересов Сергея Юрьевича входят следующие сферы: политическая экономия, геоэкономика, социальные и технологические факторы модернизации, промышленная политика, экономика рисков, современные международные экономические отношения, национальная экономика, экономические интересы, социальный капитал, модернизация экономики, социально-классовая структура.
Автор более 500 научных трудов, в том числе более 40 монографий, 5 энциклопедий и энциклопедических словарей (в соавторстве).
Под руководством С. Ю. Солодовникова на кафедре «Экономика и право» завершилось формирование Научной школы в области исследования модернизации экономики.

## Научная школа в области исследования модернизации экономики
У истоков Научной школы в области исследования модернизации экономики стоит профессор Г. Т. Ковалевский (директор Института экономики АН БССР в 1952—1964 гг.), осуществивший фундаментальный анализ сущности стоимости в условиях социализма.

Институциональное оформление Научной школы завершилось в 1968 г. под руководством Н. В. Герасимова (доктор экономических наук, заведующий отделом Института экономики АН БССР). Благодаря усилиям Н. В. Герасимова определилось развитие Научной школы на десятилетия вперед.
«Используя в своих исследованиях подходы различных общественных дисциплин, Н. В. Герасимов сумел создать целостную, внутренне не противоречивую, научную концепцию, объясняющую социальные (и экономические) процессы, в основу которых был положен главный интерес всех социальных субъектов в усилении своей жизненности».
Под влиянием современных условий адаптировалась Научная школа благодаря вкладу А. П. Моровой (доктор экономических наук, заведующая отделом Института экономики АН Беларуси, Министр труда и социальной защиты Республики Беларусь, Член Совета Республики, Член Президиума ВАК Республики Беларусь), исследовавшей содержание, структуру и характер трудовых отношений и разработавшей стратегию перехода к рыночной модели социальной политики в Республике Беларусь.

Современный этап развития проходит под руководством С. Ю. Солодовникова, который в своих исследованиях доказал несостоятельность идеи о снижении степени социальной дифференциации в современном обществе, разработал модель экономической обусловленности социально-классовой организации общества, определяющей социальный статус человека через его место в системе трудовых отношений во взаимосвязи с системами отношений собственности, власти, потребностей, способностей и интересов, разработал теорию социального капитала Республики Беларусь.
«Социальный капитал — это сумма выгод, получаемых субъектами от взаимных определенных информационных действий, (как совокупности межличностных отношений, снижающих трансакционные издержки) с целью взаимовыгодного сотрудничества, достигаемого путем информационного обмена и позволяющих получить осязаемую социально-экономическую выгоду».
Благодаря С. Ю. Солодовникову в научный оборот введены следующие категории, отражающие реальные социально-классовые отношения и процессы классобразования: социально-классовые группы, маргинальная (пограничная) социально-классовая группа, синкретичный класс (зарождающийся класс), социально-классовая группировка и другие. С.Ю. Солодовников разработал теорию экономики рисков, содержательно описал проблемы взаимозависимости: экологической и продовольственной безопасности, зелёной экономики и энергетики и другие актуальные проблемы современной экономической науки и практики.
Представители Научной школы относятся к сторонникам субъектного подхода в белорусской экономической науке, подразумевающего ориентацию всех отношений на обеспечение жизненности общества и входящих в него субъектов.

## Основные труды

### Монографии
1. Социально-классовая структура общества переходного периода: генезис, экономическая обусловленность, перспективы развития / С. Ю. Солодовников. — Минск : БГЭУ, 1997. — 188 с.
2. Трансформация социально-классовой структуры белорусского общества: методология, теория, практика / С. Ю. Солодовников. — Мн.: ИООО «Право и экономика», 2003. — 274 с.
3. Институциональные матрицы: сущность, персонификация и ее генезис (политико-экономические очерки) / С. Ю. Солодовников. — Мн.: Право и экономика, 2006. — 530 с.
4. Социальный потенциал Республики Беларусь: теория, методология, практика / С. Ю. Солодовников. — Минск : Беларус. навука, 2009. — 303 с.
5. Классы и классовая борьба в постиндустриальном обществе: методологические основы политико-экономического исследования / С. Ю. Солодовников. — Минск : БНТУ, 2014. — 377 с.
6. Новые ресурсы экономической модернизации / С. Ю. Солодовников, Л. П. Васюченок, Ю. В. Мелешко и А. Н. Тур; под ред. С. Ю. Солодовников. — Минск : БНТУ, 2016. — 324 с.
7. Горизонтальная культура социальных взаимодействий — потенциал развития экономики и общества в XXI веке / С. Ю. Солодовников [и др.]. — Минск : БНТУ, 2018. — 325 с.
8. Модернизация белорусской экономики и экономика рисков: актуальные проблемы и перспективы / С. Ю. Солодовников, Т. В. Сергиевич, Ю. В. Мелешко; под науч. ред. С. Ю. Солодовникова. — Минск : БНТУ, 2019. — 491 с.
9. Модернизация белорусской промышленности в новых технологических и геоэкономических условий / В. Л. Гурский [и др.]; науч. Ред. С. Ю. Солодовников; Ин-т экономики НАН Беларуси. — Минск: Белорусская навука, 2021. — 728 с.

### Отдельные статьи
1. Солодовников, С. Ю. Проблемы и перспективы развития черной металлургии Республики Беларусь / С. Ю. Солодовников, Т. В. Сергиевич // Чёрные металлы. — 2020. — № 11 (1067). — С. 62-68. https://doi.org/10.17580/chm.2020.11.09
2. Солодовников, С. Ю. Теоретические и методические аспекты подготовки инженеров-экономистов в сфере обеспечения экономической безопасности предприятий минерально-сырьевого комплекса / С. Ю. Солодовников // Горный журнал. — 2020. — № 11. — С. 20-25. https://doi.org/10.17580/gzh.2020.11.01
3. Солодовников, С. Ю. Теоретико-методологические основы исследования сетевых механизмов инновационного развития в Республике Беларусь / С. Ю. Солодовников // Наука и техника. — 2020. — Т. 19. — № 2. — С. 113—118. https://doi.org/10.21122/2227-1031-2020-19-2-113-118.

### Энциклопедические издания, учебники
1. Большой энциклопедический словарь: философия, социология, религия, эзотеризм, политэкономия / Главн. науч. ред. и сост. С. Ю. Солодовников. — Мн. : МФЦП, 2002. — 1008 с.
2. Противодействие коррупции : учебное пособие для студентов учреждений высшего образования по экономическим специальностям / под ред. С. Ю. Солодовникова. — Минск : РИВШ, 2017. — 246 с.